# Адамович, Галина Валентиновна
Галина Валентиновна Адамович (бел. Галіна Адамовіч, род. 19 октября 1969, Минск) — режиссёр-документалист, член Белорусского Союза кинематографистов, призёр многочисленных международных кинофестивалей. Лауреат Специальной премии Президента Республики Беларусь деятелям культуры и искусства (2013).

## Биография
В 1994 закончила БГАИ по специальности «режиссура документального кино», мастерская Виктора Дашука.
С 1995 года сотрудничает с киностудией «Беларусьфильм».
В 2007 году её фильм «Заведёнка» назван лучшим национальным фильмом в Республике Беларусь.

## Фильмография
- «Турусы на колесах» (1991);
- «Полюби меня черненьким» (1993) — Главный приз «Хрустальное яблоко» на III МФ женщин-кинематографистов, Минск, 1995;
- «Женский вопрос» (1995) — Диплом жюри V МКФ «Золотой Витязь», Минск, 1996;
- «Фауст Арлена» (1996);
- «Музыка, помоги!» (1996);
- «Городу и миру» (1997);
- «Каникулы для сироты» (1998) — приз МКФ для детей и юношества, Пиргос, Греция, 1999; назван лучшим д/ф на МКФ в Амстердаме, вошёл в программу лучших д/ф «Reflection images», 1999;
- «Линия отца» (2000);
- «Жили-были…» (2001) — призы МКФ: «Эхо-Этно-Фолк», «Энвиро-фильм»; 1-й приз КФ «Вызов XXI веку», Минск, 2003; приз жюри на Международном кинофестивале «ECOTOPFILM» (Словакия, 2001); главный приз за лучший документальный фильм на 6-м Международном кинофестивале короткометражного кино в Исмаилии (Египет, 2002); Главный приз на 1-м Междурнародном кинофестивале экологического кино в Минске (Беларусь, 2003);
- «Гений места» (2002) — приз «Хрустальный аист» за изобразительное и музыкальное решение на IV Национальном КФ, Брест, 2003;
- «Продолжение» (2004) — гран-при на III МКФ «Хронограф», Кишинёв, Молдова, 2004; диплом на I Евроазиатском КФ «Новое кино XXI век», Смоленск, Россия, 2004;
- «Боже мой» (2004) — специальный приз жюри на 6-м Международном кинофестивале документального кино «Перекрёстки Европы», Люблин, Польша, 2007; «Золотой Витязь» за лучший документальный фильм на 15-м Международном кинофестивале славянских и православных народов «Золотой Витязь» (Челябинск, 2005); Главный приз на 1-м Международном кинофестивале христианских фильмов «Magnificat» (Глубокое, Беларусь, 2005); приз за лучший короткометражный документальный фильм на 40-м Международном кинофестивале в Карловых Варах (Чехия, 2005); приз за лучший документальный фильм на 5-м Республиканском фестивале белорусских фильмов (Брест, 2005); приз за лучший документальный фильм на 10-м Международном кинофестивале короткометражного кино в Сиене (Италия, 2005); приз на 1-м Международном кинофестивале туристических фильмов за «оригинальность темы» в г. Плоцке (Польша, 2006);
- «Заведёнка» (2005) — «Золотой Витязь» за лучший документальный фильм на 16-м Международном кинофестивале славянских и православных народов «Золотой Витязь» (Серпухов, 2006); Приз за лучшую режиссуру на 5-м Международном кинофестивале документального кино «Cronograf» в Кишинёве (Молдова, 2006); Специальный приз жюри и диплом «За профессионализм» на 2-ом Международном кинофестивале христианских фильмов «Magnificat» (Глубокое, Беларусь, 2006); Специальный приз организаторов 3-его Международного кинофестиваля документальной мелодрамы «Саратовские страдания» (Саратов, 2006); Приз «Коллега-коллеге» на 3-ем Международном кинофестивале «Семья России» (Кострома — Галич, 2006); Специальный приз газеты «Уральский рабочий» на 16-ом Международном кинофестивале документального кино «Россия», (Екатеринбург, 2006); Приз за лучший документальный фильм на 11-м Международном кинофестивале короткометражного кино в Тегеране (Иран, 2006); Диплом жюри «за глубокое проникновение в повседневную жизнь» на 3-м Международном кинофестивале женского кино (Ереван, 2006); приз «Серебряный Дракон» за лучший документальный фильм на 47-м Международном кинофестивале короткометражного кино в Кракове (2007); Специальный приз жюри за лучший документальный фильм на 6-ом Международном кинофестивале короткометражного кино Magma International Short Film Festival (Италия, 2007); Гран-при 6-ого Республиканского фестиваля белорусских фильмов «за лучший фильм фестиваля, воплощающий национальную тему» (Брест, 2007);
- «Мужское дело» (2006) — специальный приз жюри «за оригинальное раскрытие образа героя» на 4 Международном кинофестивале экранных искусств «Кинотур» Житомир, Украина, 2007;
- «Мама придёт!» (2007) — приз Парламентского Собрания Союза Беларуси и России («Золотой Витязь» 2008, Москва); диплом жюри «За талантливое воплощение темы детства и материнства» («Золотой Витязь» 2008, Москва); специальный приз и диплом Центра национальной славы и Фонда Святого Всехвального Апостола Андрея Первозванного («Золотой Витязь» 2008, Москва); диплом за лучший профессиональный документальный фильм (VII Международный телевизионный фестиваль городской экологии URBAN-TV 2009, Мадрид, Испания);
- «Шчасце, Дорогие куклы» (2008);
- «Дар» (2009) — приз «Бронзовый Витязь» XIX Международный кинофорум «Золотой Витязь», Москва, Россия, 2009; Диплом (VII Российский фестиваль антропологических фильмов, Екатеринбург, Россия);
- «Лучше нас» (2010);
- «Маляваны рай» (2010) — диплом «За открытие яркого художественного имени» (XX Международный кинофорум «Золотой Витязь», Курск, Россия);
- «Инокиня» (2010) — приз Президента Республики Беларусь А. Г. Лукашенко за гуманизм и духовность в кино на XVIII МКФ «Лістапад», Минск, Беларусь, 2011; награда Блаженнейшего Владимира Митрополита Киевского и всея Украины и диплом «За лучшую операторскую работу» на Х Киевском международном фестивале документальных фильмов «Kinolitopys» — 2010 (Киев, Украина); I-я премия за лучший документальный фильм IX Международного фестиваля православного кино «Покров» — 2011 (Киев, Украина);
- «Вядо» (2019);
- «Лебеди» (2019) — участие в онлайн-кинофестивале BelarusDocs, 2020;
- «Хороших девочек не бьют» (2019);
- «Страла» (2021) — рассказывается о народном коллективе «Стаўбунскія вячоркі».